# 劉芒蕩
劉 芒蕩（りゅう ぼうとう、? - 309年）は、西晋末から五胡十六国時代の人物。平陽郡（現在の山西省臨汾市）の出身。

## 生涯
永嘉3年（309年）7月、胡族と結託して馬蘭山で挙兵した。漢王朝の末裔であると称し、皇帝を名乗った。
支胡五斗叟・郝索らが数千の兵を率いてこれに呼応し、新豊で劉芒蕩と合流した。
9月、南陽王司馬模は乱鎮圧のために配下の淳于定を派遣した。劉芒蕩らは迎撃するも敗れ、ことごとく誅殺された。